# Thomas Denk
Per Thomas Anders Denk, född den 11 oktober 1971 i Falkenberg, är en svensk statsvetare.
Denk disputerade 1999 på Karlstads universitet med en avhandling om Värnpliktsutbildningen - en politisk socialisationsagent?. Denk blev docent 2004 och tjänstgjorde mellan 2007 och 2015 vid Åbo Akademi. 2010-11 var han professor vid Mittuniversitetet. Denk är sedan 2015 professor vid Örebro universitet.